# Reuven Feuerstein
Reuven Tzvi Feuerstein (n. 21 august 1921, Botoșani, România – d. 29 aprilie 2014, Ierusalim, Palestina) a fost un psiholog și pedagog evreu originar din România. Partizan al teoriei că inteligența poate fi învățată, este autorul teoriei modificabilității cognitive structurale și al teoriei experienței mediate de învățare.
A fost profesor la Universitatea Bar Ilan din Ramat Gan și la Universitatea Vanderbilt.

## Biografie
Reuven Tzvi Feuerstein s-a născut în anul 1921 la Botoșani, în ca al cincilea dintre cei nouă copii ai unei familii de evrei. O vreme a învățat la o ieșiva din Chișinău. În anii restricțiilor impuse de legile rasiale din Romania în anii 1940-1944, Feuerstein a învățat circa doi ani la București la un seminar pedagogic evreiesc, unde a obținut autorizația de predare. Apoi a devenit co-director al unei școli evreiești în zona Apărătorii Patriei, unde a lucrat, între altele cu copii cu dificultăți la învățătură. În paralel a studiat în acei ani, 1941-1944, psihologia la Colegiul evreiesc „Onescu”.
În anul 1944 a emigrat în Palestina, aflată pe atunci sub mandat britanic. Aici, a studiat în anii la un Seminar pedagogic din Ierusalim, obținând cerificatul de profesor. Înainte de proclamarea Statului Israel, el a lucrat ca profesor în „sate de tineret”, în domeniul „învățământului special” rezervat copiilor cu tulburări de învățătură, emoționale și cognitive, și ca pedagog pentru copii imigranți supraviețuitori ai Holocaustului. Îmbolnavindu-se de tuberculoză, a fost trimis la sanatoriu în Elveția.

## Studiile în Elveția și cariera pedagogică și științifică
Reuven Feuerstein a studiat psihologia la Universitatea din Geneva cu Jean Piaget, Barbel Inhelder și André Rey și a fost coleg cu Lev Vygotsky. A asistat la cursuri ale lui Carl Gustav Jung, Karl Jaspers și Leopold Szondi.
Ulterior, s-a consacrat activității de pedagog, lucrând cu copii supraviețuitori ai Holocaustului, cărora încerca să le stimuleze gândirea. Făcând aceasta, a pus la punct 14 "instrumente", "independente de conținut" prin care pedagogii și elevii pot dezvolta funcțiile cognitive și dobândi deprinderi de învățare eficientă. Feuerstein a organizat aceste "instrumente" într-un program compact, extins pe o durată de 3 ani și destinat elevilor de peste vârsta de  9 ani, program devenit cunoscut sub numele de Feuerstein Instrumental Enrichment (FIE).
Toate acestea l-au condus pe savant la concepția fundamentală că inteligența este plastică și nu fixă și că, prin urmare, poate fi învățată (modificabilitatea cognitivă structurală). De asemenea, a dezvoltat teoria "experienței mediate de învățare" (inteligența poate fi dezvoltată cu ajutorul unui "mediator" în procesul de învățare, adică a unei persoane care, lucrând în relație directă cu subiectul, îl ajută pe acesta să dezvolte procese cognitive de natură să conducă la o gândire mai clară și la ameliorarea procesului de învățare în general. Feuerstein și-a testat cu succes teoriile și metodele, timp de 50 de ani, pe mai multe grupe de subiecți, printre care: inginerii de la o fabrică Motorola (SUA),elevi săraci din mediul rural (în statul Bahia din Brazilia), imigranți analfabeți (din Etiopia), copii având Sindrom Down sau autiști (Ierusalim),(o parte din acești copii cu care a lucrat ajungând să se poată integra în armata israeliană); elevi de liceu slabi la matematică (la Cleveland,Ohio, elevi de vârstă mijlocie, cu dificultăți la citit (la Portland, Oregon etc. Rezultatele acestei munci sunt documentate în peste 1500 de studii.
Feuerstein a dezvoltat o versiune de bază a FEI care poate fi folosită, printre altele, pentru adolescenții cu handicap intelectual sever. În statul american Alaska, în Japonia, Marea Britanie, Italia etc. se derulează în prezent proiecte, care investighează efectele utilizării FEI la copiii cu vârste mici, în scopul de a preveni o categorisire pripită a acestora ca "având dificultăți de învățare" sau "handicap intelectual".

## Recunoaștere
Reuven Feuerstein este laureat al Premiului Statului Israel, pentru întreaga activitate

## Funcții ocupate
Reuven Feuerstein a fost președintele Centrului Internațional pentru Sporirea Potențialului de Învățare (ICELP), cu sediul la Ierusalim

## Viața privată
Feuerstein a fost căsătorit cu Berta, născută Guggenheim (decedată în 2006), strănepoata lui Abraham Erlanger, pe care a cunoscut-o în Elveția.
Perechea a avut patru copii - rabinul Rafi Feuerstein, vicepreședinte al Centrului Feuerstein, actorul Aharon Feuerstein, avocatul Dani Feuerstein si psihoterapista Nurit Schwartz,
Un frate al prof.Feuerstein este Shmuel Feuerstein, pedagog, care a fost inspectorul învățământului cărților biblice în cadrul  Ministerului Învățământului din Israel și a condus programul de perfectionarea cadrelor de învățământ în cadrul Universității Bar Ilan. Un cumnat al său este Yaakov Rand, laureat al Premiului Israel pentru cercetări pedagogice.